# Латная защита конечностей

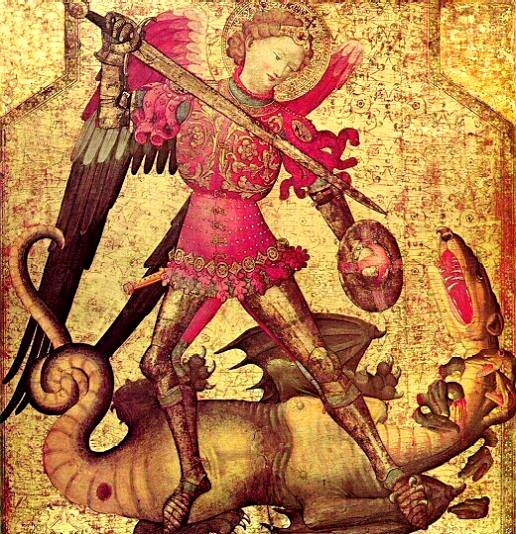
Латно-бригантинный доспех с крупнопластинчатой бригантиной (картина со Святым Михаилом, начало XV века)

Латная защита конечностей появилась в начале XIV века в Испании и Португалии как усовершенствование наручей и поножей, позаимствованных ими во время Реконкисты у арабов.
Вначале были позаимствованы кожаные наручи и поножи, как самые лёгкие к изготовлению (в остальной Европе эти кожаные наручи и поножи не получили популярности), а затем, как только научились ковать металлические, представлявшие собой вначале почти плоские слабовыгнутые пластины, их тут же усовершенствовали, дополнив такими же пластинами, прикрывавшими бёдра и плечи (часть руки между локтевым и плечевым суставом), получив тем самым примитивную латную защиту рук и ног. В качестве наплечников тогда использовались появившиеся ранее хрупкие прямоугольные щитки ailettes, напоминавшие погоны, покрытые геральдикой и изготовленные по той же самой технологии, что и настоящие деревянные щиты. Вскоре научились ковать настоящие трубчатые наручи и поножи, защита бёдер и плеч стала совершеннее, а вместо ailettes стали использовать настоящие металлические наплечники.
Латные руки и ноги, появившиеся в начале XIV века, вплоть до последней четверти XIV века носились вместе с бригантиной просто потому, что из-за падения Рима в Европе разучились ковать кирасу. В связи с чем встречающиеся на некоторых миниатюрах и фресках рыцари в горшковых шлемах (употребляемых с XIV века преимущественно только на турнирах) с явно латными руками и ногами на самом деле одеты вовсе не в латы, а в бригантины, одетые с латной защитой рук и ног. И лишь в конце XIV века с появлением кирасы появился первый латный доспех (первые латы, называвшиеся белый доспех), представлявший собой кирасу, носимую с латной юбкой, латной защитой конечностей и шлемом.